# Монок
Монок (мађ. Monok) је село у Мађарској, у жупанији Боршод-Абауј-Земплен. Најближи је град Серенч који се налази на неких 12 километара од села.

## Географија
Монок се налази на југозападној страни Земпленских планина.
У близини села протиче поток Гилип.

## Историја
Најпознатији становник који је рођен у овом месту је бивши мађарски политичар Лајош Кошут (*1802).
Овде је рођен бивши премијер Миклош Немет (*1948)

## Становништво
| 2013. | 2014. | 2015. |
| ----- | ----- | ----- |
| 1.700 | 1.665 | 1.631 |

Етнички састав села до 2011. године:

Мађари - 93%

Роми - 7%
Село има римокатоличку и калвинистичку цркву.